# Galeria Le Guern
Galeria Le Guern – galeria założona w 2004 w Warszawie przez Agatę Smoczyńską-Le Guern, prezentująca różnorodne dziedziny sztuki współczesnej, m.in.: sztukę wideo, performance, instalację, film, malarstwo, rzeźbę, rysunek, fotografię, współpracująca zarówno z uznanymi twórcami, jak i młodymi, rozpoczynającymi swoją ścieżkę artystyczną. Swoją twórczość prezentowali tu Zofia Kulik, Tomasz Ciecierski, Dorota Podlaska, Robert Maciejuk, Jarosław Modzelewski, Anna Reinert, Aleksandra Polisiewicz i inni.
Aktualnie z Galerią Le Guern współpracują artyści i artystki tacy jak: Tomek Baran, Tomasz Ciecierski, Jiří David, Marta Deskur, Alicja Gaskon, Zuzanna Hertzberg, Prawdoliub Ivanov, Rafał Jakubowicz, Przemysław Jasielski, C.T. Jasper, Robert Maciejuk, Paweł Matyszewski, Roman Owidzki, Tadeusz Rolke, Simone Rueß, Irmina Staś, Natalia Załuska.
Galeria Le Guern od początku swojego istnienia prowadzi działalność wydawniczą skupioną wokół publikacji katalogów organizowanych przez siebie wystaw, opatrzonych tekstami kuratorskimi oraz wydawnictw o charakterze monograficznym poświęconych twórczości reprezentowanych artystów.
Misją galerii jest promocja twórczości reprezentowanych artystów w Polsce i za granicą, dlatego jako komercyjna galeria regularnie uczestniczy w międzynarodowych targach sztuki, m.in. Art Cologne w Kolonii, Vienna Contemporary w Wiedniu, Frieze New York w Nowym Jorku.

## Wystawy

### 2020
- Tomasz Ciecierski: Wstrętny, Beznamiętny, Mdły[3]

### 2019
- Alicja Gaskon: Linie Podziału[4]

- Tadeusz Rolke: Tam i z powrotem[5][6][7][8]
- Przemysław Jasielki: Photo Robotoid[9]
- Krzysztof Franaszek: Rzeczy, które nas wciągają[10]

### 2018
- Pawel Ferus: You Better Run[11][12]
- Paweł Matyszewski: Rozkosze i krzywdy[13]
- Tadeusz Rolke: Będzie dobrze[14][15][16][17][18][19]
- Włodzimierz Jan Zakrzewski: Pozdrowienia z Madagaskaru
- Jacques Gassmann: L’étranger
- Natalia Załuska: Wielokrotność rzeczy[20]

### 2017
- Tomek Baran, Tomasz Ciecierski, Jiři David, Alice Gaskon, Pravdoliub Ivanov, C.T. Jasper, Robert Maciejuk, Paweł Matyszewski, Tadeusz Rolke, Simone Rueβ, Irmina Staś, Włodzimierz Jan Zakrzewski, Natalia Załuska, Zuzanna Hertzberg: Nowe / Nowo odkryte
- Pravdoliub Ivanov: Przeoczone zdarzenia na wysokości wzroku
- Tomek Baran, Peter Grzybowski: Malatura
- Irmina Staś, Paweł Matyszewski: Grzebanie[21]

### 2016
- Tomek Baran, Tomasz Ciecierski, Jiři David, Marta Deskur, Alicja Gaskon, Pravdoliub Ivanov, C.T. Jasper, Robert Maciejuk, Tadeusz Rolke, Simone Rueß, Włodzimierz Jan Zakrzewski, Natalia Załuska: Interior
- Zuzanna Hertzberg: Zmienna niewiadoma[22][23]
- Roman Owidzki: Forma w malarstwie[24]
- Simone Rueß: Pamięć przestrzeni[25]

### 2015
- Robert Maciejuk: Ceremonie. Praktyka widzenia[26]
- Alicja Gaskon, Jarosław Fliciński, Anna Korpyta, Kamil Kukla, Igor Omulecki, Darek Pala, Dorota Podlaska, Olga Wolniak, Włodzimierz J. Zakrzewski, Zuzanna Hertzberg: Porządek z chaosu
- Tomasz Ciecierski: Studia malarskie
- Tomek Baran: #808080[27]

### 2014
- Natalia Załuska: mechanizm małych zmian[28]
- Pravdoliub Ivanov: Just Another Boring Day
- C.T. Jasper: Zmierzch faraonów[29][30]
- Jiří David: …bezczasowy czas = faktycznie nic się nie dzieje!
- Przemysław Jasielski: Lewiatan[31]

### 2013
- Włodzimierz Jan Zakrzewski: Polin i Inne Pejzaże[32][33]
- Igor Omulecki: Stado Fala[34][35]
- Tadeusz Rolke: Jutro Będzie Lepiej[36]
- Tomek Baran: Minus Malarstwo

### 2012
- C.T. Jasper: ERASED[37]
- Simone Ruess: Movement Space[38]
- Tomasz Ciecierski: Nostalgia[39]
- Pravdoliub Ivanov: Półprawda[40]

### 2011
- Stefania Batoeva, Tomasz Ciecierski, Tadeusz Rolke, Simone Rueß, Włodzimierz Jan Zakrzewski, Julia Zborowska: Distances – Aerial Spaces Between Mental Oceans
- Marta Deskur: Słodka Aberracja
- Igor Omulecki: TO
- Christian Tomaszewski: Polowanie na Bażanty[41]

### 2010
- Tomek Saciłowski: Retrospektywa
- Alice Gaskon: Torpedo Pinata II / Mówienie Obok / Derailment
- Tadeusz Rolke: Czarne Kwadraty[42][43][44]
- Urlich Vogl: W świetle
- Rafał Jakubowicz: SP/PS*
- Małgorzata Markiewicz: Albo-Albo

### 2009
- Jarosław Fliciński, Peter K. Koch, Andre Kruysen: Wystarczająco Blisko[45]
- Tomek Saciłowski: Działka, praca, edukacja[46][47]
- Przemysław Jasielski: Rysunki czegoś zupełnie innego[48][49]
- Igor Omulecki: Gym Society

### 2008
- Anna Reinert: Gdzie jest Katarzyna?[50]
- Jerzy Goliszewski: Lac Bleu
- Tomasz Ciecierski: Fitzcarraldo, zagubiony horyzont i inne[51][52]
- Włodzimierz Jan Zakrzewski: Pif-Paf![53]
- Jarosław Modzelewski: Obrazy Rozproszone[54][55][56]
- Zofia Kulik: Desenie

### 2007
- Tomasz Partyka: Z Dziada Pradziada
- Wojtek Wieteska: Protest 2007
- Aleksander Ryszka: Lepsze Strony Życia
- Günther Förg, Olaf Metzel, Lorenz Strassl: La Boum III
- Anna Reinert: Powiedz Mi Co Lubisz
- Jarosław Kozłowski: Figury Retoryczne III[57]
- Aleksandra Polisiewicz: Wartopia[58][59][60]

### 2006
- Zofia Kulik: Made in GDR, USSR, Czechoslovakia and Poland[61][62][63]
- Mariola Przyjemska: Sektor 9
- Anna Baumgart: Weronika. AP
- Robert Maciejuk: With Natural Flowers[64]
- Tomasz Partyka: Bęc, Bęc[65]

### 2005
- Andrzej Karmasz: Hybrydy[66]
- Dorota Podlaska: Tam i z Powrotem[67]
- Alicja Karska, Aleksandra Went: Przestrzenne Powinności[68]
- Tomasz Ciecierski: Obrazy niesfotografowane[69][70]

### 2004
- Jarosław Fliciński: Koniec Lata[71][72]
- Marta Deskur: Fanshon II[73]
- Zofia Kulik: Autoportrety i Ogród[74]

## Publikacje
- Natalia Załuska, wyd. Galeria Le Guern, tekst: Ewa Borysiewicz, projekt graficzny: Aleksandra Fedorowicz-Jackowska, Warszawa, 2021.
- Katalog wystaw w Galerii Le Guern 2014-2019, wyd. Galeria Le Guern, red. Agata Smoczyńska--Le Guern, Olga Guzik-Podlewska, projekt graficzny: Piotr Kacprzak, Warszawa, 2021.
- Tomek Baran, Projekt zrealizowany dzięki Stypendium Ministra Kultury i Dziedzictwa Narodowego Młoda Polska, tekst: Małgorzata Jędrzejczyk, projekt graficzny: Kaja Gliwa, Warszawa, 2016, ISBN 978-83-7960-020-5.
- Katalog towarzyszący wystawie „Siła Abstrakcji. Bartosz Kokosiński, Grzegorz Kozera, Paweł Matyszewski, Iza Rogucka, Irmina Staś”, Culture.pl, Galeria Le Guern, Instytut Polski w Mińsku, Ministerstwo Kultury Republiki Białoruś, Muzeum Sztuki Współczesnej w Mińsku, Kurator wystawy: Michał Jachuła, projekt graficzny: Aleksandra Fedorowicz-Jackowska, Warszawa, 2015, ISBN 978-83-7960-016-8.
- Katalog wystaw w Galerii Le Guern w latach 2011–2013, Galeria Le Guern, red. Agata Smoczyńska-Le Guern, Olga Guzik, teksty: Kamil Julian, projekt graficzny: Aleksandra Fedorowicz-Jackowska, Warszawa, 2014, ISBN 978-83-7960-004-5.
- Simone Ruess – Movement Space, Galeria Le Guern, Fundacja 93, red. Julian Malinowski, teksty: Joanna Kusiak, Julian Malinowski, projekt graficzny: Marcel Kaczmarek, Warszawa, 2012, ISBN 978-83-932775-1-3, Publikacja zrealizowana przy wsparciu Ambasady Republiki Federalnej Niemiec w Warszawie.
- Distances – Aerial Spaces Between Mental Oceans, Galeria Le Guern, red. Julian Malinowski, tekst: Julian Malinowski, Warszawa, 2011.
- Katalog wystaw w Galerii Le Guern w latach, 2007 – 2011, Galeria Le Guern, red. Izabela Kaszyńska, Warszawa, 2011.
- Ewa Harabasz – Ikony, Galeria Le Guern, red. Bożena Czubak, tekst: Dora Apel, Bożena Czubak, Warszawa, 2008.
- Aleksandra Polisiewicz – Wartopia I, Berlin: 518, Moskwa: 1122, 2007, Galeria Le Guern, red. Bożena Czubak, tekst: Bożena Czubak, Ewa Mikina, Andrzej Turowski, 72 strony, język: polski, angielski.
- Tomasz Partyka – Z dziada pradziada, Galeria Le Guern, red. Bożena Czubak, tekst: Justyna Kowalska, Marcin Krasny, Warszawa, 2007.
- Dorota Podlaska – Tam i z powrotem, wyd. Galeria Le Guern, red. Bożena Czubak, tekst: Agata Jakubowska, Warszawa, 2005.
- Alicja Karska & Aleksandra Went – Przestrzenne powinności, Galeria Le Guern, red. Bożena Czubak, tekst: Justyna Kowalska, Warszawa, 2005.
- Tomasz Ciecierski – Obrazy niesfotografowane, Galeria Le Guern, red. Bożena Czubak, Warszawa, 2004.
- Jarosław Fliciński – Koniec lata, Galeria Le Guern, red. Bożena Czubak, tekst: Mark Gisbourne, Warszawa, 2004.
- Marta Deskur – Fanshon II, Galeria Le Guern, red. Bożena Czubak, Warszawa, 2004.
- Zofia Kulik – Autoportrety i ogród, Galeria Le Guern, red. Bożena Czubak, Warszawa, 2004.